# Narcís Solà
Narcís Solà va ser el nom de dos metges perpinyanencs, pare i fill, que visqueren entre els segles XV i xvi.
Atesa la similitud de noms, professions, contemporaneïtat, naixença a Perpinyà i residència a Barcelona, en el seu moment hom els distingia per Narcis Solà primer i Narcís Solà segon. Aquesta distinció apareix al títol de les Concòrdies... de 1535, en un manuscrit factici conservat a la Universitat de Barcelona i també en una llista de metges i cirurgians que assistiren a una reunió en el col·legi d'Apotecaris i on coincidiren ambdós.
- Narcís Solà primer (Perpinyà, segle xv - mort després de 1535 i abans del 1546?) va ser metge i cirurgià reial, a més de professor[3] de l'Estudi de Medicina de Barcelona. Fou autor de la traducció catalana d'un text renaixentista de medicina, la Cirurgia de Pere de Argilata (Pietro d'Argellata). Aquest s'imprimí a Perpinyà el 1503, amb revisió[4] dels perpinyanencs doctors en medicina Francesc Servent i Alfons de Torrelleo, i el cirurgià Joan Gelabert, amb la impressió possiblement[3] a costa seva. Fou el segon llibre[5] estampat a la capital del Rosselló. Posteriorment (1505)[4] traduí i feu imprimir un altre text mèdic, la Pràctica... de Gui de Chaulhac (o de Caulac). Ambdues obres foren impreses per Joan Rosembach. El seu nom tornà a apàreixer en una disposició del 1506 del Col·legi de cirurgians de Barcelona, prohibint que els descendents de jueus exercissin l'ofici; signaren la disposició Narcís Solà i tres altres "prohòmens l'any present de la confraria e col·legi dels cirurgians"[6]

- Narcís Solà segon (Perpinyà, ? - abans[6] del 6 de març del 1557), fill de l'anterior, era el 1518 cirurgià i batxiller en medicina abans[7] de doctorar-se (al 20 de juny del 1526 rebé els graus acadèmics de "llicenciat, mestre i doctor" [en medicina]). Va ser metge reial, professor i canceller (1539-1557)[8] de l'Estudi de Medicina de Barcelona. El 1535 corregí i edità[2] la nova edició de les Concòrdies dels farmacèutics de Barcelona (la primera edició, del 1511, és la segona[2] farmacopea publicada al món). Feu testament el 1556, i el 1557, ja traspassat, la seva dona Joana encarregà un encant dels béns i un inventari dels llibres, com ho registra un document[9] conservat a la Biblioteca de Catalunya.

- Enric Solà, fill de Narcís Solà segon, va estudiar a Barcelona i s'hi graduà batxiller en arts (1555) i batxiller i doctor en medicina (1556). Va ser mestre de Bernat Caxanes. El 1598 era metge del tribunal de la Inquisició de Barcelona.[6]

En un volum manuscrit que aplega un gran nombre d'escrits diversos (conservat a la biblioteca de la Universitat de Barcelona), s'apleguen textos de "Narcissi Solani primi", sense datar, d'un Narcís Solà del 1546, 1553, 1555 i 1556, i d'un Enric Solà que hi indica "cum ut Solano, parenti meo" i "qui avo medico, patrem rei medicae professorem habens, eidem facultati a crepundiis, ut aiunt, fuerim dicatissimus".

## Obres
- Argilata, Pere de; Solà, Narcís (traductor). Ací comenssa la cirurgia del reverende meritissim doctor en arts e en medicina lo reverend mestre Pere de Argilata déla ciutat de Bolonia, lo qual estat treduit de lati en lengua vulgar cathalana per lo venerable en Narcis Sola, batxeler en arts e en medicina, cirurgia, ciutedà de Barcelona, corrigit emendat per los reverendissims doctors en arts e en medecina mestre Francesch Servent e mestre Alfonso de Torelleo e mestre Johan Gelabert, cirurgià, tots de la villa de Perpinyá.  Perpinya: Johan Rosembach, 1503.
- Chaulhac, Gui de; Solà, Narcís (traductor). Pratica o reportori utilissim de cirurgia, o Cirurgia petita [traduït del llatí per Narcís Solà, físic i cirurgià].  Barcelona: Iohan Rosembach e Carles Amoros, 1508.
- Pedrosa, Joan; Rossell, Joan Llàtzer; Solà, Narcís (corrector). Concordie pharmacopolarum barcinonensium in medicinis co[m]positis a Narcisso Solano secundo.  Barcinone: Petrum Monpezat ... et collegio pharmacopolarum predicte ciuitati, 1535.